# Parang-Nabur
Das Parang-Nabur ist ein Schwert aus Borneo.

## Beschreibung
Das Parang-Nabur hat eine zweischneidige, gebogene Klinge. Die Klinge läuft vom Heft breiter werdend zum Ort. Der Ort ist abgerundet oder schräg abgeschnitten. Die Klinge hat einen oder auch mehrere Hohlschliffe, die kurz unterhalb des Klingenrückens verlaufen. Am Ort ist meist eine 20 cm lange Rückenschneide ausgearbeitet. Am Ort sind üblicherweise durchbrochene Verzierungen ausgearbeitet, wie sie sich bei den Parang- und Klewangarten finden. Das Heft besteht meist aus Holz oder Horn und ist mit einheimischen Schnitzereien verziert. Der Knauf ist meist in Form eines Fabeltiers geschnitzt. Am Heft ist in der Regel ein Handschutzbügel angebracht. Der Handschutzbügel und das Parier sind nach europäischem Vorbild gearbeitet. Die Scheide besteht meist aus Holz und ist zweiteilig. Es wird mit Bändern aus Metall zusammengehalten. Der Parang-Nabur wird von verschiedenen Ethnien Borneos (Kalimantan) benutzt.